# Ampud
Ampud (vagy Ampod, Apod, Ompud, Ampudinus) magyar főnemes és hadvezér, aki a 12. században, 1164 és 1176 között, III. István és III. Béla király idejében volt Horvátország bánja és Magyarország nádora.
Juhász Péter történész neve alapján úgy vélte, hogy Ampud a besenyő eredetű Tomaj nemzetségbe tartozott. Egy 1162-ből származó királyi oklevél „ispánként” említi. Ampud hűséges támogatója volt a fiatal III. Istvánnak, akinek a koronához való jogát két nagybátyja, II. László és IV. István megkérdőjelezte, akik testvérük, II. Géza uralkodása idején a Bizánci Birodalomba menekültek, és I. Mánuel bizánci császártól kaptak támogatást. A IV. István bitorló felett aratott győzelmet követően 1163 júniusában Manuel békét kötött III. Istvánnal, aki beleegyezett, hogy öccsét, Bélát Konstantinápolyba küldi, és lehetővé teszi, hogy a bizánciak elfoglalják Béla hercegségét, amelybe Horvátország, Dalmácia és Sirmium is tartozott. Péter spalatoi érsek 1164-es oklevele azonban Ampud bán uralmára hivatkozva keltezett, ami arra utal, hogy Béla hercegségének legalább egy része (Közép-Dalmácia) abban az évben István uralma alatt állt, így István hamarosan felbontotta a Mánuellel kötött szerződést.
Ampud képzett hadvezér volt. Részt vett István dalmáciai hadjáratában. Szlavóniai bánként büntetőexpedíciót vezetett, és 1164-ben elfoglalta Zárát. Amikor III. István berontott Sirmiumba és 1166 tavaszán visszafoglalta az egész tartományt, az Ampud vezette magyar sereg megszállta Dalmáciát, és elfogta Szebasztosz Nikephorosz Chaloupheszt, a tartomány bizánci kormányzóját. Sikertelenül ostromolta Spalatót, de visszafoglalta Biogradot és Sebenicot, mivel a magyar uralkodó és III. István nevében kiadott királyi oklevelek is megerősítették a két városban a birtokokat. Kristó Gyula történész szerint Dalmácia túlnyomó része bizánci ellenőrzés alatt állt, és Ampud idejében a bán fennhatósága alatt álló terület az 1160-as évektől drasztikusan lecsökkent.
Egy nem hiteles királyi oklevél szerint Ampud 1171-ben Csanád vármegye ispánja volt. Pozícióit III. Béla 1172-es megkoronázása után is megőrizte, ami bizonyítja, hogy Ampud támogatta őt a Géza herceg elleni trónharcban.
1176-ban Ampud egyike volt a magyar segédcsapatok két parancsnokának, a Rátót nembeli Leusták vajda mellett, akit III. Béla küldött a bizánciak mellett harcolni a szeldzsukok ellen a müriokephaloni csatában. A csata súlyos vereséget jelentett a bizánci-antiochiai-magyar csapatok számára Ampud az Annales Posonienses szerint 1186-ban halt meg.

## Fordítás
Ez a szócikk részben vagy egészben  az   Ampud című angol Wikipédia-szócikk ezen változatának fordításán alapul.  Az eredeti cikk szerkesztőit annak laptörténete sorolja fel. Ez a jelzés csupán a megfogalmazás eredetét és a szerzői jogokat jelzi, nem szolgál a cikkben szereplő információk forrásmegjelöléseként.